# КК АСК Рига
КК АСК Рига (лет. ASK Riga) је био летонски кошаркашки клуб из Риге. Основан је 1929. а угашен 2009. године.

## Историја
Клуб је основан 1929. године. Током 50-их и почетком 60-их година прошлог века, АСК Рига је био један од најјачих европских клубова. У том периоду три пута су освојили Првенство СССР и Евролигу. Касније нису имали толико успеха у европским такмичењима, али су у Првенству СССР и даље пружали солидне партије.
Током 90-их година клуб почиње стагнирати, и бива угашен. Године 2004. поново је основан, под именом КК Рига, да би 2006. вратио првобитно име АСК Рига. У сезони 2006/07. освојено је Првенство Летоније. Клуб је 2009. године поново угашен.

## Успеси

### Национални
- Првенство СССР:
  - Првак (3):1955, 1957, 1958.

- Првенство Летоније:
  - Првак (1): 2007.

### Међународни
- Евролига
  - Победник (3) : 1958, 1959, 1960.
  - Финалиста (1) : 1961.

## Познатији играчи
- Давис Бертанс
- Даирис Бертанс
- Рикардо Марш
- Милутин Алексић

## Познатији тренери
- Александар Гомељски